# Цезарь должен умереть
«Цезарь должен умереть» (итал. Cesare deve morire) — итальянский художественный (полудокументальный) фильм, драма режиссёров Паоло и Витторио Тавиани, вышедшая в 2012 году. В главных ролях задействованы Козимо Рега и Сальваторе Стриано. На 62-м Берлинском международном кинофестивале фильм стал обладателем главного приза — «Золотого медведя».
В сентябре 2012 года Италия отправила ленту сражаться за статуэтку премии «Оскар» в номинации «Лучший фильм на иностранном языке».

## Сюжет
В римской тюрьме «Ребиббия» действует театральная студия. В новом сезоне режиссёр Фабио Кавалли решает поставить трагедию «Юлий Цезарь» Уильяма Шекспира, но из-за ремонта в помещении театра труппа репетирует в разных закоулках тюрьмы.
Показано прослушивание кандидатов в актёры. Затем разворачиваются ключевые сцены пьесы: встреча Цезаря с прорицателем, диалог Брута и Кассия, собрание заговорщиков, беседа Цезаря с Децимом, убийство диктатора, выступления Брута и Антония на форуме, явление Бруту духа Цезаря, прощание Брута и Кассия, битва при Филиппах, самоубийства Кассия и Брута (его смерть показана и в самом начале фильма). Заключённые, говорящие на различных диалектах, стараются «вжиться в роль», сопоставляя при этом события пьесы с собственным опытом.

## В ролях
Почти все роли фильма исполняют настоящие заключённые:
| Актёр              | Роль                 |
| ------------------ | -------------------- |
| Козимо Рега        | Гай Кассий Лонгин    |
| Сальваторе Стриано | Марк Юний Брут       |
| Джованни Аркури    | Гай Юлий Цезарь      |
| Антонио Фраска     | Марк Антоний         |
| Хуан Дарио Бонетти | Децим                |
| Винченцо Галло     | Луцилий              |
| Розарио Майорано   | Метелл               |
| Франческо Де Маси  | Гай Требоний         |
| Дженнаро Солито    | Луций Корнелий Цинна |
| Витторио Паррелла  | Гай Сервилий Каска   |
| Фабио Кавалли      | театральный режиссёр |

## Критика
Несмотря на победу на Берлинском кинофестивале, многие критики недоумевали насчёт выбора жюри: журнал The Hollywood Reporter назвал фильм «главным разочарованием Берлинале», а немецкий журнал Der Spiegel — «очень консервативным выбором». Кроме того, газета Der Tagesspiegel подытожила, что «жюри избежало почти всех современных фильмов, которыми восхищались или о которых проводились горячие дебаты».
Паоло Тавиани говорил о фильме так: «Мы надеемся, что когда фильм будет показан широкой публике, зрители скажут себе или даже окружающим, что даже заключённый, несущий ужасное наказание, был и остаётся человеком».

## Награды и номинации
- 2012 — премия «Серебряная лента» за лучший фильм года от Национального союза итальянских киножурналистов.
- 2012 — две номинации на итальянский «Золотой глобус»: лучший фильм и лучший режиссёр (братья Тавиани).
- 2012 — пять премий «Давид ди Донателло»: лучший фильм, лучший режиссёр (братья Тавиани), лучший продюсер (Грация Вольпи), лучший монтаж и лучший звук, а также три номинации: лучшая музыка (Джулиано Тавиани, Кармело Травия), лучший сценарий (братья Тавиани, Фабио Кавалли), лучшая операторская работа (Симоне Дзампаньи).
- 2012 — два приза Берлинского кинофестиваля: «Золотой медведь» и приз экуменического жюри.
- 2012 — три номинации на премию Европейской киноакадемии: лучший европейский фильм, лучшая режиссёрская работа (братья Тавиани), лучший монтаж (Роберто Перпиньяни).
- 2012 — номинация на премию «Спутник» за лучший международный фильм.